# Georg Monsch

Monsch im Kreise führender badischer Sozialdemokraten, aufgenommen wahrscheinlich 1906 vor der alten Landeshalle in Offenburg. Sitzend von rechts: Emil Eichhorn, Ludwig Frank, Wilhelm Kolb, Georg Monsch. Stehend, erster von rechts: Adolf Geck. Die weiteren Personen sind nicht bekannt.

Georg Monsch (* 26. August 1847 in Offenburg; † 23. Februar 1934 ebenda) war ein badischer Politiker der SPD.
Monsch wurde als Sohn eines Metzgermeisters geboren. Nach Lehr- und Wanderjahren übernahm er die Gastwirtschaft „Rheinischer Hof“. 1888 übernahm er im Gemeinderat sein erstes politisches Mandat. Sein Stadtratsamt verwaltete er mit Fleiß und viel Einsatz für seine Vaterstadt. Mit großem Verständnis nahm er sich der sozialen Einrichtungen an. Von 1909 bis 1913 war er zudem Abgeordneter im Badischen Landtag in Karlsruhe.
Anlässlich seines 40-jährigen Stadtratsjubiläums wurden ihm 1928 die Ehrenbürgerrechte der Stadt Offenburg verliehen.

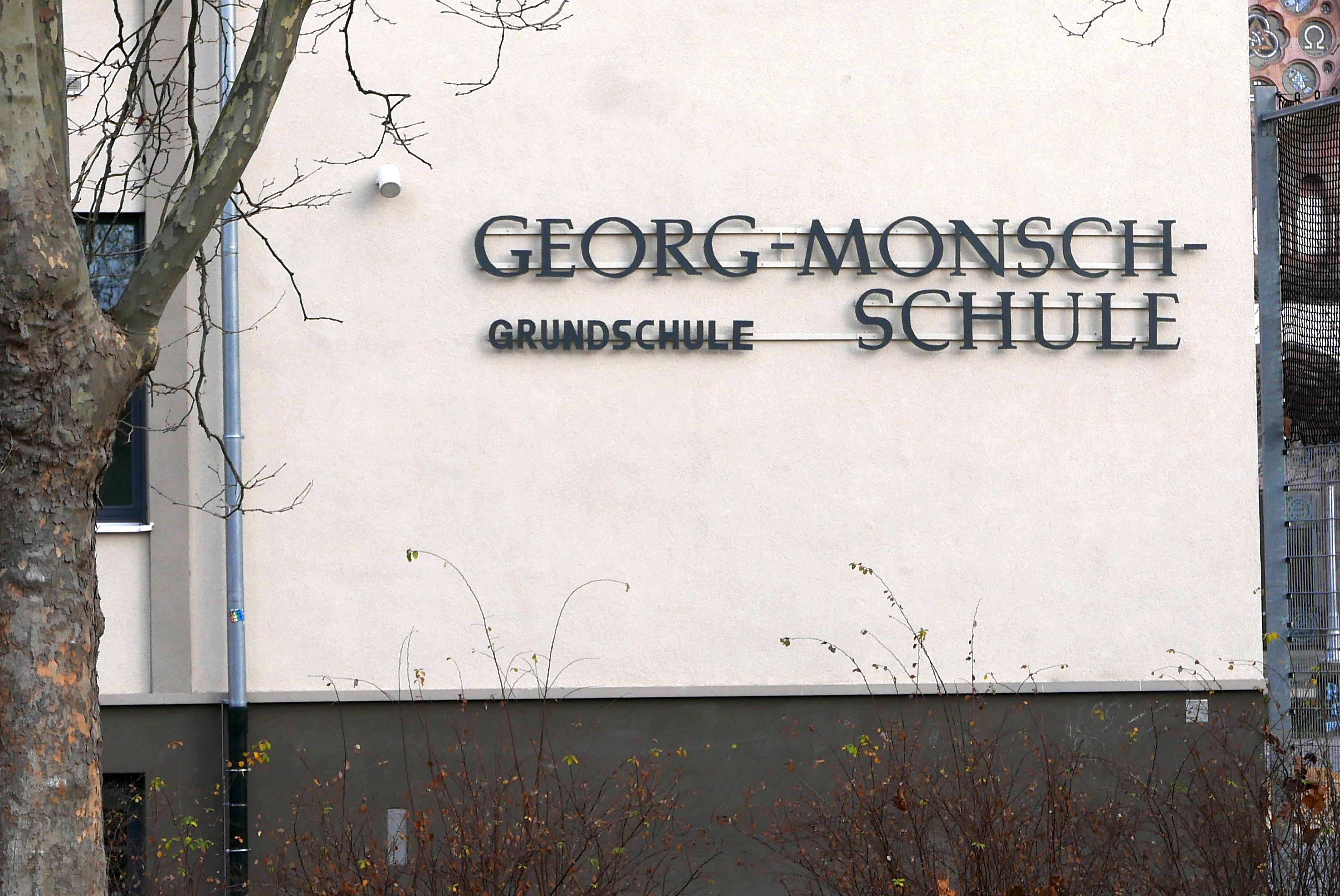
Inschrift an der Georg-Monsch-Schule

Seine Heimatstadt ehrte ihn zudem mit der Benennung der größten Grundschule. Ebenfalls wird jährlich als Preis an den besten Hauptschüler der Abschlussklassen der Stadt die „Monsch-Uhr“ vergeben.